# Charu Majumdar
Charu Majumdar, também conhecido como Charubabu, foi um militante e organizador dos trabalhadores em Siliguri, Índia. Juntamente com Kanu Sanyal e Jangal Santhal, comandou uma seção do Partido Comunista da Índia (marxista) para uma revolta violenta em 1967. Foi preso em 16 julho de 1972 e morreu dez dias depois sob custódia da polícia, sob circunstâncias misteriosas.
 Suas teses influenciaram os guerrilheiros naxalistas de 1960/1970 e inspiraram Mao Tsé-Tung.